# CoVLP
CoVLP es una candidata a vacuna contra la COVID-19 desarrollada en la ciudad de Quebec por la empresa canadiense Medicago y el laboratorio inglés GlaxoSmithKline (GSK). Se trata de una partícula similar al virus coronavirus cultivada en una hierba de origen australiano, Nicotiana benthamiana.
La tecnología utilizada por Medicago para fabricar CoVLP es una tecnología de 'cultivo molecular' considerada rápida, de bajo costo y segura.  Se ha propuesto específicamente para la producción de vacunas COVID-19.
La candidata a vacuna se encuentra actualmente en ensayos clínicos de fase III.